# Вулиця Івана Кожедуба (Київ)
Ву́лиця Івана Кожедуба — вулиця в Деснянському районі міста Києва, селище Троєщина. Пролягає від вулиці Лермонтова до вулиці Радосинської.
Прилучається вулиця Зінаїди Тулуб.

## Історія
Виникла у 1-й половині XX століття. 1965 року отримала назву вулиця Кутузова, на честь російського полководця Михайла Кутузова.
Сучасна назва на честь українського військового льотчика тричі Героя Радянського Союзу Івана Кожедуба —з 2022 року.